# Ивановка (Борисоглебский городской округ)
Ива́новка — посёлок в Борисоглебском городском округе Воронежской области России.

## Население
| 2010 |
| ---- |
| 9    |

## Улицы
В посёлке имеется одна улица — Дачная.